# ويليام فلين (سياسي)
ويليام فلين هو سياسي أمريكي، ولد في 26 مايو 1851 في مانشستر في المملكة المتحدة، وتوفي في 19 فبراير 1924 في سانت بيترسبرغ في الولايات المتحدة. نشط حزبياً في الحزب الجمهوري. وقد انتخب عضو مجلس ولاية بنسيلفانيا ‏ وانتخب عضو مجلس نواب بنسيلفانيا ‏.